# Львівський полігон твердих побутових відходів
49°54′04″ пн. ш. 24°02′15″ сх. д. / 49.901041° пн. ш. 24.037543° сх. д.
Льві́вський поліго́н тверди́х побуто́вих відхо́дів (Грибо́вицьке сміттєзва́лище) — єдине легальне місце для скупчення сміття зі Львова та довколишніх сіл. Діє з 1958 року поблизу села Великі Грибовичі піді Львовом. Площа звалища становить понад 38 га. Сміттєзвалище обслуговує ЛКП «Збиранка».

## Історія
Відкрито 15 червня 1960 як загальноміське сміттєзвалище. З цього дня заборонили вивіз сміття на кінець вулиці Зеленої.

## Пожежа

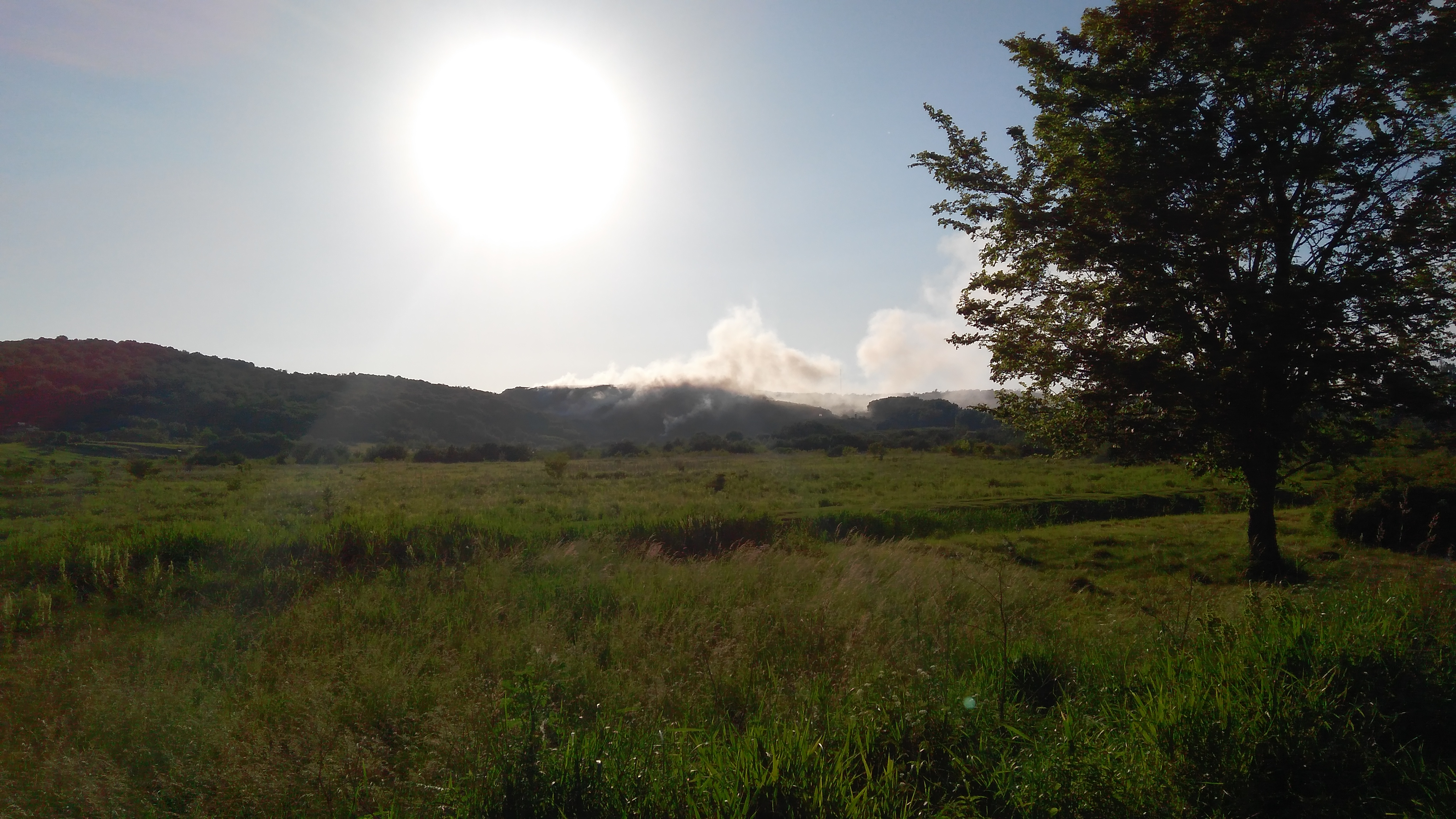
Гори сміття, що палають

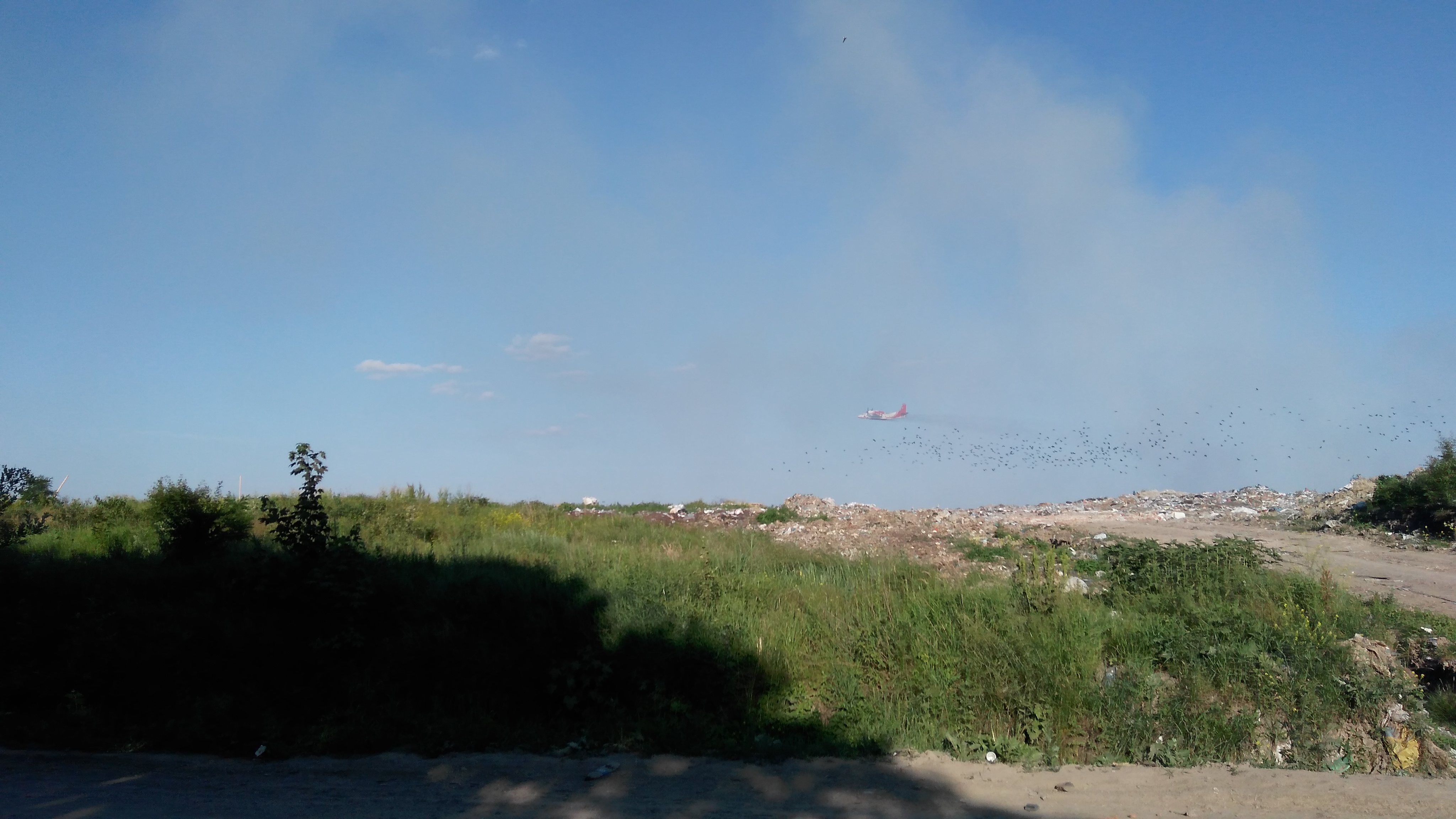
Ан-32П гасить пожежу

### Передісторія
Питання щодо закриття Грибовицького сміттєзвалища й будівництва сміттєпереробного заводу в Львові підіймалося неодноразово з кінця 1990-х років.
Згодом 43 підприємства з 14 країн світу пропонували побудувати сміттєпереробний завод, однак Львівська міська рада відмовила усім їм, адже в межах міста побудувати такий завод немає можливості. Отримання землі під завод в межах області блокувалося.
У вересні 2011 року жителі села блокували дорогу сміттєвозам, протестуючи проти гігантського смітника. Тоді мер Львова Андрій Садовий пообіцяв відкрити сміттєпереробний завод в іншому районі.

### Трагедія 2016
28 травня 2016 року на території Грибовицького сміттєзвалища почалася велика пожежа.
Незабаром на сміттєзвалищі стався обвал твердих побутових відходів, внаслідок чого під завалами загинули троє рятувальників: начальник ДПРП-48 по охороні м. Рава-Руська капітан служби цивільного захисту Рудий Юрій Миколайович (нар. 1987), начальник караулу ДПРЧ-17 по охороні м. Жовква старший лейтенант служби цивільного захисту Вненкевич Андрій Миколайович (нар. 1983), пожежник ДПРЧ-17 по охороні м. Жовква сержант служби цивільного захисту Юнко Богдан Юрійович (нар. 1988).
29 травня року жителі села Великі Грибовичі перекрили дорогу сміттєвозам, що везуть сміття зі Львова на сміттєзвалище.
30 травня року пожежу було ліквідовано.
8 червня пожежа спалахнула знов, її намагались загасити за допомогою пожежних літаків.

### Наслідки
Планується, що для уникнення зсувів сміття перед вивезенням на сміттєзвалище сортуватимуть і пресуватимуть. Після багатомісячного ігнорування проблеми державою, Уряд виділив ділянку під новий сучасний полігон та потенційно сміттєпереробний завод. 14 лютого 2017 року на Грибовицькому сміттєзвалищі почали укріплювати дамбу.

### Конфлікти
У серпні-вересні сміття вивозили до центру та півдня країни, зокрема до Миколаєва та Дніпра, що викликало супротив місцевого населення та кримінальне провадження щодо організаторів перевезень. Станом на грудень 2016-го несанкціоноване вивезення до інших областей тривало, а побудова спеціальних закладів і виробничих потужностей на території забруднення, зокрема пресувального заводу у Львові, саботувалися.

### Рекультивація
В 2020 році запустили проект рекультивації Грибовицького сміттєзвалища, який передбачає два етапи. Технічний етап триватиме до 2022 року, біологічний – з 2022 по 2025 рік. Спершу полігон накриють спеціальним захисним екраном, щоб запобігти утворенню фільтратів. Далі планують територію покрити 30-сантиметровим шаром родючого ґрунту, висіяти траву, посадити чагарники, кущі і дерева. На місці колишнього сміттєзвалища постане красивий сквер. 
Загальний кошторис робіт з рекультивації Грибовицького сміттєзвалища становить понад 17 мільйонів євро.